# サン・ヴィセンテ岬の海戦 (1606年)
サン・ヴィセンテ岬の海戦 （サン・ヴィセンテみさきのかいせん、スペイン語: Batalla del Cabo de San Vicente）は、八十年戦争・オランダ・ポルトガル戦争中の1606年6月16日もしくは10月6日、スペイン・ポルトガル沖でスペイン・インディアス艦隊を狙い海上封鎖を行っていたウィレム・ホールテン提督・レニエ・クラーゾーン副提督率いるオランダ艦隊を、ルイス・ファハルド率いるスペイン艦隊が攻撃した海戦。スペイン艦隊の勝利に終わり、オランダ艦隊はクラーゾーンと彼の旗艦を失い、軍艦2隻を拿捕され、ホールテンは任務を果たせぬまま残存艦を率いてオランダ本国へ逃げ帰らざるを得なかった。

## 背景
1604年、ロンドン条約により英西戦争が終結し、八十年戦争からイングランドが離脱した。しかしスペインとオランダ諸州の戦争は継続していた。イングランドとの戦争でスペイン海軍が弱体化し、軍艦・軍資金不足に陥っていたのに対し、オランダ海軍は海乞食と呼ばれていたころから成長を遂げていた。今やオランダはイベリア半島やスペインの海外領土へ反攻を仕掛けられるまでになっていた。こうしたオランダ海軍の台頭により、当時スペインと同君連合を結んでいたポルトガルも深刻な影響を受けていた。

## 海上封鎖
1606年、ホールテン提督は艦隊を率いてネーデルラントを出立し、スペイン・ポルトガル沖へ向かった。この遠征については史料によって一部食い違っている部分があるが、オランダ側の史料によれば、ホールテンはこの年の前半に24隻の艦隊を率いてスペイン・ポルトガル商船を狙いに行ったものの、大きな成果を挙げられなかった。9月、ホールテンはクラーゾーン副提督と、最新鋭のガリオット船や十分な武装と兵員を積んだ帆船2隻からなる艦隊を連れて戻ってきた。スペイン側の史料によると、オランダ艦隊は 60隻もしくは70隻の陣容で、アゾレス諸島とポルトガル沿岸の間を、リスボンからサン・ヴィセンテ岬へ抜けていったという。
オランダ艦隊の海上封鎖により、スペインは西インド諸島との貿易を断たれ、反撃しようにも十分な海軍力を準備できていなかった。一方ホールテンは敵船を拿捕したり沿岸の村を襲撃したりしていたが、期待していたほどの戦利品は得られなかった。スペイン海軍のファハルド提督は、オランダ艦隊の脅威を取り除き貿易を再開させるべく、苦労してガレオン船やナオ船をかき集め、リスボンで即席の艦隊を組織した。

## 戦闘
スペイン側の史料によれば6月16日、オランダ側の史料によれば10月6日、双方の艦隊がサン・ヴィセンテ岬沖で激突した。ホールテン率いるオランダ艦隊は、スペインの財宝船を見つけたと思い込み、拿捕しようと岬の先端を通り過ぎた。しかし間もなく、それがファハルド率いるスペイン艦隊の軍艦だったことが明らかとなった。戦闘時の両陣営戦力も、史料によって齟齬が起きている。スペイン側の史料によれば、スペイン艦隊は20隻、オランダ艦隊はリスボンでファハルドが艦隊を集めているのを知った一部の船がサン・ヴィセンテ岬の海域を離脱していたため24隻となっていた。一方オランダ側の史料は、スペイン艦隊はガレオン船、ガレー船、その他小艦艇を含めて26隻以上を擁していたのに対し、オランダ艦隊はすでにポルトガル沖で暴風雨に会い数隻が沈んだために14隻しか残っていなかったとしている。
スペイン艦隊のガレオン船の威容に恐れをなしたオランダ艦隊の水夫たちの間に、パニックが広がった。ホールテンは幕僚と討議した末、形勢不利と判断して急いで海域を脱出することにした。しかしファハルドは、クラーゾーン副提督が乗るオランダ艦隊旗艦を含む3隻を捕捉し追い詰めた。なおオランダ側の主張によれば、クラーゾーンは友軍が逃げる時間を稼ぐために殿としてその場に留まり戦ったのだという。この3隻を中心に戦闘が拡大し、スペイン艦隊は5隻でクラーゾーンの船を囲んで攻撃した。ホールテンは味方の5隻を率いてクラーゾーンを助けようとしたが、スペイン艦隊の執拗な攻撃に会い、全艦早急に方々へ散り散りに逃げ去った。 一方クラーゾーンの艦は、スペイン艦の猛攻により大打撃を受け、戦死者も増えて降伏せざるを得ない状況になった。しかし脱出不能となったことを悟ったクラーゾーンは、スペインの捕虜となることを良しとせず、生き残っていた60人の乗組員（その多くは重傷を負っていた）との合意の上で、火薬に火をつけ船ごと吹き飛んだ。爆発後、船員の内2名のみがスペイン艦に救助されたが、彼らも間もなく傷がもとで死亡した。スペイン艦隊は包囲していた他の2隻を降伏させ、残りのオランダ艦も追撃して海域から追い払った。
スペインの歴史家たちは、彼我の数的な戦力差がどうであったにせよ、経験が浅い水平をかき集めた急造のファハルド艦隊が、海に慣れているオランダ艦隊を打ち破ったという点を強調している。一方オランダの歴史家は、敗戦の責任をホールテンに負わせている。というのも、ホールテンは前年にはドーヴァー海峡で非武装の輸送船弾を積極的に攻撃していた割に、今回の戦いではほとんど戦意を見せようとしなかったからである。

## その後
ホールテンは海戦の生き残りや嵐で迷子になっていた船を引き連れてオランダに帰還したが、その名声には大きな傷がついた。サン・ヴィセンテ岬でのスペイン艦隊の戦術的勝利は、オランダによる海上封鎖の打破と海上貿易の再開という戦略的勝利に結びついた。数日後、ホールテンが追い求めていたスペインの財宝船団が、無事にサンルカールに入港した。この船の積み荷により、低迷していたスペインの国庫収入は大幅に改善された。この船団は、アロンソ・デ・オチャレス・ガリンド将軍とGanevaye将軍が指揮を執る15隻の財宝船からなり、記録によれば1,914,176ドル相当の地金をスペイン王に、6,086,617ドル相当を商人たちにもたらした。全体では800万ドル相当の金となり、その他にも豪華な積み荷を載せていた。なおこれらは、ペルー、ヌエバ・エスパーニャ、ブラジルといった新大陸の植民地から2年がかりで搾取されたものだった。
1606年のオランダは、陸でも海でも目立った軍事的成功を得られなかった。ネーデルラント枢要部では、オランダを率いるオラニエ公マウリッツが、アンブロジオ・スピノラ率いるスペインのフランドル軍の脅威にさらされていた。スピノラはオランダ側の都市を次々と攻略したが、戦争を終結に導くような決定的勝利には至らなかった。こうした陸での劣勢と、海でのホールテンの任務失敗をうけ、オランダは1606年いっぱい陸海とも新たな遠征を実施できなくなった。